# الطريق الدائري (القاهرة الكبرى)
الطريق الدائري هو طريق محيطي حول القاهرة الكبرى أُنشئ بهدف ربط محافظات القاهرة الكبرى، وتخفيف التكدس المروري داخل القاهرة وضواحيها حيث تصل الحركة المرورية عليه إلى أكثر من 100 ألف سيارة/يوم. بدأت وزارة الإسكان في إنشاء الطريق عام 1986 وتم الانتهاء منه بالكامل عام 2005 بطول إجمالي 100 كم وعرض حارتين لكل اتجاه وذلك على مراحل متعددة. ثم استلمته وزارة النقل والممثلة في الهيئة العامة للطرق والكباري وبدأت في تطويره حتى أصبح 3 حارات من القطامية حتى السويس و 4 حارات في باقي الطريق.
يتكون الطريق من قوسين شرقي وغربي، ينتهي القوس الغربي عند محور المنصورية المتجه لمناطق اللبيني والمنصورية وطريق سقارة ومحور المريوطية المتجه يساراً لمناطق ميدان الرماية والسادس من أكتوبر وطريق الواحات وطريق القاهرة/الإسكندرية الصحراوي، ويميناً إلى القوس الشرقي المتجه لمناطق كرداسة، محور صفط اللبن، محور 26 يوليو، محور أحمد عرابي، القومية العربية، الوراق، القناطر الخيرية، طريق شبرا الخيمة/الإسكندرية الزراعي، بهتيم، طريق مسطرد/الإسماعيلية الزراعي، المرج، مؤسسة الزكاة، مدينة السلام، طريق الإسماعيلية الصحراوي، الهايكستب، المطار، طريق السويس، التجمع الأول، التجمع الخامس، طريق القطامية/العين السخنة، المعراج، زهراء المعادي، المقطم، طريق الأوتوستراد، طريق المعادي/حلوان/الصف، المنيب، البحر الأعظم وحتى يصل لمحور المريوطية ليتصل مع القوس الشرقي.
يحيط بالطريق الدائري الأصغر، الطريق الدائري الأوسطي، ثم الطريق الدائري الإقليمي، لتمثل الثلاث طرق في النهاية ثلاث حلقات يحيط أكبرها بأصغرها تخلق محاور مرورية جديدة للقاهرة الكبرى والأقاليم من حولها.

## المحاور المرورية

### محور المريوطية

خريطة لمحور المريوطية (محاط باللون الأحمر للتمييز).

تم افتتاح المحور في أغسطس 2009 بطول 9 كم وبعرض 4 حارات مرورية واستغرق تنفيذه 26 شهر بتكلفة بلغت مليار جنيه. تم تنفيذ المحور كحل لربط القوسين الشرقي والغربي للطريق الدائري عن طريق جسر علوي يمر فوق ترعة المريوطية وذلك بعد توقف العمل في المسار المخطط للطريق الدائري المار بهضبة الأهرام إثر اعتراض منظمة اليونيسكو على مرور الطريق بالقرب من المنطقة الأثرية لأهرام الجيزة. يسهم المحور في تسهيل الحركة المرورية بين محافظات القاهرة والجيزة والإسكندرية، مع خفض الكثافة المرورية العالية داخل الجيزة، وتحديداً في ميدانها وشارعي الهرم وفيصل، بجانب خفض كثافة المرور بمحور 26 يوليو بنسبة 30%، وخفض زمن الرحلة كذلك للقادم من الإسكندرية إلى شرق القاهرة بما يعادل ساعة كاملة وليمثل شرياناً رئيسياً إستراتيجياً يربط محافظات القاهرة الكبرى بمحافظات الوجه القبلي، بالإضافة إلى تسهيل الحركة المرورية للقادم من اتجاه المعادي عبر الطريق الدائري، إذ يتجه مباشرة من خلال محور المريوطية يساراً إلى الطريق الدائري في اتجاه طريق الواحات ومحور صحاري الأهرام المتجه إلى طريق القاهرة/الإسكندرية الصحراوي، أو يميناً في اتجاه الطريق الدائري/صفط اللبن ومناطق شمال الجيزة. والقادم من طريق طريق القاهرة/الإسكندرية الصحراوي يستخدم القوس الشمالي للطريق الدائري ثم محور المريوطية ليصل إلى مناطق المعادي والقاهرة الجديدة وشرق القاهرة. نفذ المحور باستخدام الكمرات ذات الأحمال العالية والأطوال الكبيرة بأسلوب كابلات الشد المسلحة سابقة الإجهاد والمعالجة بالبخار للوصول إلى الإجهادات الهندسية المطلوبة في أقل وقت ممكن، كما تم استخدام 250 ألف متر مكعب خرسانة أسمنتية و 90 ألف طن حديد تسليح في أعمال الإنشاء.

### محورصفط اللبن

خريطة لمحور صفط اللبن.

تم افتتاح محور صفط اللبن في أغسطس 2010 لخدمة منطقة الجيزة بتكلفة إجمالية بلغت 900 مليون جنيه، بهدف تحقيق انسياب في الحركة المرورية بين محافظتي القاهرة والجيزة وربطهما بالطريق الدائري وتخفيف الازدحام في العاصمة بالإضافة إلى تسهيل حركة النقل والتجارة. يخضع المحور لإدارة وزارة النقل ويبلغ طوله 9.3 كم بتكلفة إجمالية 900 مليون جنيه واستغرق تنفيذه 22 شهر، ويخدم المداخل الغربية لإقليم القاهرة الكبرى، ويربط كوبري ثروت وشارع السودان بالطريق الدائري من خلال كوبري خرساني بطول 4.5 كم بمستوى واحد، كما أن الجسر في بعض المناطق يكون له مستويان لخفض الكثافة المرورية على محور 26 يوليو وفك الاختناقات المرورية بميدان لبنان وخلق محور مروري ينقل الحركة من شبكة المحاور الرئيسية بطريق صلاح سالم وطريق الأوتوستراد إلى الطريق الدائري، وينقل الحركة المرورية من الجيزة إلى القاهرة دون المرور داخل الشوارع، مما يسمح بحالة من الانسياب المروري بهذه المناطق، كما يحل 30% من الأزمة المرورية داخل القاهرة. يبدأ المحور من كوبري ثروت أمام جامعة القاهرة وينتهي بتقاطع طريق كرداسة مع الطريق الدائري ويشتمل على 3 حارات مرورية في كل اتجاه ويؤدي إلى خفض الكثافة المرورية على بعض المحاور بنسب تتراوح بين 25 و30%. نفذ المحور كبرى الشركات الوطنية المصرية وبلغ إجمالي عدد الأفراد العاملين به 11 ألف عامل منهم 150 مهندسا تنفيذياً وبإشراف من الجهاز المركزي للتعمير.

خريطة لمحور 26 يوليو.

### محور 26 يوليو
يبلغ طول محور 26 يوليو 18 كم وعرضه 34 متر ويشتمل على خمس تقاطعات مرورية حرة وطول كباري يصل إلى 5 كم ويستوعب 50 ألف مركبة في كل اتجاه يومياً. تم تنفيذ المحور على أربعة مراحل كطريق حر يربط مدينة السادس من أكتوبر ومدينة الشيخ زايد ببقية أنحاء القاهرة الكبرى، ويبدأ من ميدان لبنان بحي المهندسين داخل محافظة الجيزة ويتجه غرباً وصولاً إلى طريق القاهرة/الإسكندرية الصحراوي. يربط المحور منطقة شرق القاهرة بطريق القاهرة/الإسكندرية الصحراوي عن طريق القوس الغربي للطريق الدائري المتصل بالمحور.

### محور المشير أحمد إسماعيل «محور روض الفرج»

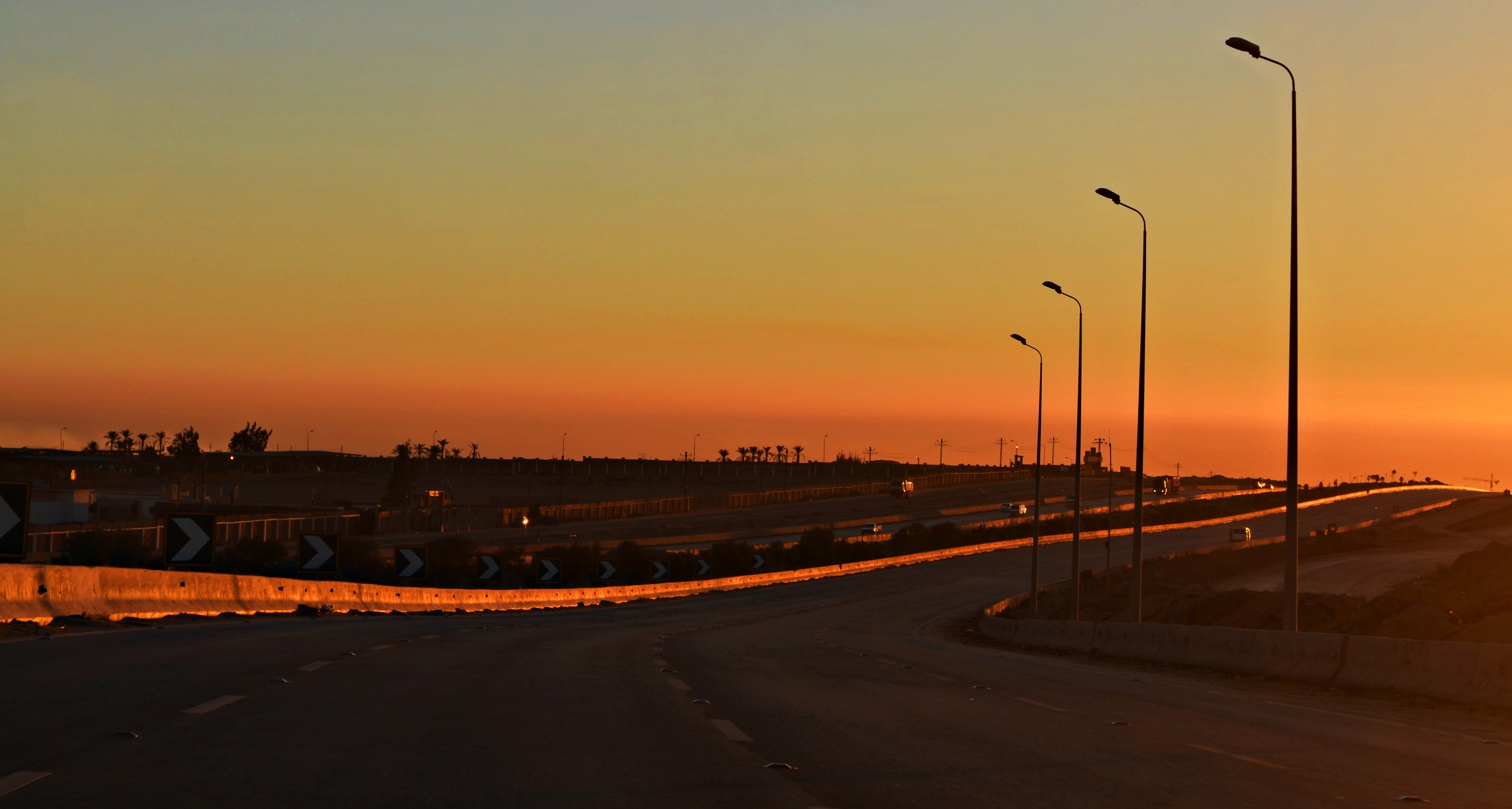
طريق القاهرة/الإسكندرية الصحراوي جنوب القاهرة ما بين مدينة السادات، ومدينة الشيخ زايد.

نقطة تقاطع محور روض الفرج مع الطريق الدائري.

هو مشروع جاري تنفيذه لإنشاء محور مروري لربط عدة محافظات على عدة مراحل. تبدأ المرحلة الأولى من الطريق الدائري بمنطقة بشتيل موازياً لمحور 26 يوليو، ومتقاطعاً مع طريق المنصورية، ومروراً بمناطق الشيخ زايد وأكتوبر حتى يتقاطع مع طريق القاهرة/الإسكندرية الصحراوي في الكيلو 39، وتتمثل المرحلة الثانية بطول 30 كم من الكيلو 39 إلى منطقة الضبعة، متقاطعاً مع الطريق الدائري الإقليمي، ومروراً بمدينة العلمين وسيدي عبد الرحمن. يهدف المحور إلى ربط عدة مدن بعدة محافظات مختلفة منها مدينة السادس من أكتوبر ومدينة الشيخ زايد بمنطقة شرق القاهرة ووسط الدلتا، وتخفيض الكثافة المرورية على محور 26 يوليو بنسبة 40% مما يؤدي إلى سهولة الحركة داخل منطقة وسط الجيزة عند المهندسين والدقي والعجوزة وفك الاختناق المروري بمنطقة ميدان لبنان. أطلق على المشروع اسم روض الفرج لأنه كان مخططا له أن يمر بمنطقة روض الفرج لكن تم تعديل المسار وأصبح شمال محور روض الفرج الحالي. ثم أعيدت تسميته باسم محور المشير أحمد إسماعيل.

### محور أحمد عرابي

نقطة تقاطع محور أحمد عرابي مع الطريق الدائري.

تم افتتاح محور أحمد عرابي في أكتوبر 2013 بهدف تخفيف الكثافة المرورية على محور 26 يوليو، وربط منطقة المهندسين وشمال الجيزة والقاهرة بالطريق الدائري، ومنه إلى طريق القاهرة/الإسكندرية الصحراوي وطريق القاهرة/الإسكندرية الزراعي. يعمل المحور على تحقيق السيولة المرورية لربط المنطقة السكنية الجديدة بمطار إمبابة، بالإضافة إلى أنه يسهل حركة المواطنين المتجهين إلى حديقة إمبابة، ويربط مدينة الأمل بمنطقة البراجيل وعزبة المطار. يبلغ طول المحور 2 كم، وعرضه 30 متر، بالإضافة إلى المطالع والمنازل بطول 2 كم وبلغت تكلفة إنشاءه نحو 320 مليون جنيه، حيث تمت توسعة وتطوير كوبري أحمد عرابي، وتم إنشاء نفق للسيارات، وكوبري عمودي على المحور، بالإضافة إلى نفق للمشاة، مع إنشاء عدد من المطالع والمنازل لربط المحور بالطريق الدائري.

### محور علي بن أبي طالب
يربط المحور ترعة الزمر ومنطقة بولاق الدكرور وأرض اللواء بالطريق الدائري بطول 1.6 كم ومتوسط عرض 20 متر للاتجاهين وبتكلفة 5.3 مليون جنيه، ليساعد على نقل الحركة المرورية بمنطقة أرض اللواء وناهيا دون تكدس مروري وخفض زمن الرحلة المرورية بالمنطقة، مما يقلل من فقد الوقود وعدم تلوث البيئة.

### محور صحاري الأهرام

خريطة لمحور صحاري الأهرام.

يربط محور صحاري الأهرام بين الطريق الدائري وطريق القاهرة/الإسكندرية الصحراوي عند الكيلو 21 بطول 4,5 كم وبتكلفة 136 مليون جنيه. يهدف المحور إلى توجيه الحركة المرورية القادمة من طريق القاهرة/الإسكندرية الصحراوي إلى الطريق الدائري وخفض الكثافة المرورية بمنطقة ميدان الرماية وشارعي الهرم وفيصل على أن يستكمل المرور على محور المريوطية للاتجاه إلى مناطق شرق القاهرة أو التحرك على محور صفط اللبن للاتجاه إلى مناطق ميدان الجيزة والعجوزة مباشرة.

### محور كرداسة
هو مشروع يهدف إلى خلق محور تبادلي مع محور 26 يوليو، مما يؤدي إلى تقليل الكثافة المرورية عليه، بالإضافة إلى ربط محور صفط اللبن القادم من شمال الجيزة بطريق القاهرة/الإسكندرية الصحراوي عند الكيلو 21.5، ثم إلى وصلة صحاري الأهرام فمدينة السادس من أكتوبر وطريق الواحات فجنوب الوادي «محافظات الصعيد». يساعد المحور في تخفيض زمن الرحلات وتوفير الوقود للمركبات المتجهة من شمال القاهرة والجيزة إلى شمال الدلتا وجنوب الوادي، بما يمنع التلوث داخل محافظة الجيزة، بجانب تنشيط حجم تبادل الأفراد والبضائع وتسهيل الوصول للأعمال على محاور الطريق الدائري، مع دفع معدلات التنمية وتشجيع حركة الاستثمار لمنطقة شمال الجيزة. يتمثل المحور في إنشاء كوبري علوي أعلى ترعة المريوطية، و2 آخرين على روافد مصرف اللبيني، بالإضافة إلى إنشاء كوبري مستوي، أشبه بما حدث في كوبري صفط اللبن، بمنطقة بني مجدول، وكوبري تقاطع طريق القاهرة/الإسكندرية الصحراوي «اتجاهين».

خريطة لمحور المنصورية.

### محور المنصورية
أقيم المحور بهدف خدمة المواطنين المتجهين من وإلى مناطق فيصل والأهرام وأبو رواش والمنصورية، عن طريق مطلع ومنزل للمحور على طريق ترعة المنصورية، ومطلع ومنزل آخر على طريق اللبيني بهدف تخفيف حدة الكثافة المرورية بتلك المناطق ونقلها إلى الطريق الدائري.

### محور سعد الدين الشاذلي

خريطة لمحور سعد الدين الشاذلي.

بربط المحور الطريق الدائري بطريق الإسماعيلية الصحراوي بطول 5 كم، وبعرض 3 حارات مرورية في كل اتجاه، وتم إنشاءه بهدف القضاء على الاختناق المروري في المسافة من سوق العبور، وحتى كوبري الحرفيين، ليختصر زمن الرحلة إلى 5 دقائق بدلا من 30-45 دقيقة، كما يوفر حوالي 70 مليون جنيه سنوياً من تكلفة استهلاك الوقود المدعم نتيجة تعطيل حركة المرور.

### محور مؤسسة الزكاة
يصل طول محور مؤسسة الزكاة إلى 12 كم بعرض 50 متر، ويربط بين الطريق الدائري ومسطرد وترعة الإسماعيلية مرورا بأحياء المرج وعين شمس زالمطرية، ويشتمل على كوبري مؤسسة الزكاة وكوبري منصور وعدد 3 كباري مشاة أعلى خطوط مترو الأنفاق.

## المحاور المحيطة بالطريق

### محاور النزهة ومصر الجديدة
- طريق جوزيف تيتو: أقيم الطريق في المنطقة التي تبدأ من كوبري الحرفيين وحتى الطريق الدائري ليتكامل مع محور سعد الدين الشاذلي لمنع الازدحام المروري حتى الكلية الحربية، حيث يبلغ طوله 8 كم بعرض 25 متر مقسم لاتجاهين، وبه دورانات وحارات للتباطؤ والتسارع ومحاط بأسوار وحواجز خراسانية وأعمدة إنارة لتحقيق متطلبات الأمن على المحور.[21]

### محاور مدينة نصر
- محور المشير طنطاوي: يربط المحور بين مدينة القاهرة الجديدة ومدينة نصر والطريق الدائري، وتم افتتاحه في مايو 2012 تحت اسم محور NA ثم تغير اسمه في نوفمبر 2012 إلى محور المشير طنطاوي. نفذ المحور جهاز مشروعات الخدمة الوطنية بالتعاون مع وزارة الإسكان وتحت إشراف الهيئة الهندسية للقوات المسلحة بتكلفة استثمارية تصل إلى 45 مليون جنيه. يمثل المحور الضلع الأوسط لنقل الحركة المرورية من داخل مدينة نصر إلى الطريق الدائري ومدينة القاهرة الجديدة.[22][23]
- محور الشهيد: نفذ المحور جهاز مشروعات الخدمة الوطنية بغرض تخفيف التكدس المروري بمنطقة مدينة نصر والمقطم، وذلك بالربط بين مدينة نصر وحتى النفق المؤدي إلى مدخل طريق القطامية/العين السخنة مروراً بمستشفى الشرطة بمدينة نصر وكوبري الشهيد وميدان الشهيد، حيث ينقل المحور الحركة المرورية مباشرة إلى الطريق الدائري في اتجاه المقطم، وينقلها في اتجاه القاهرة الجديدة عبر محور المشير طنطاوي.[24]
- طريق أحمد الزمر: ينقل الطريق الحركة المرورية داخل مدينة نصر من مناطق مصطفى النحاس وعباس العقاد وعزبة الهجانة ومتولي الشعراوي إلى الطريق الدائري مروراً بمنطقة زهراء مدينة نصر ثم إلى القاهرة الجديدة.[25]
- طريق الميثاق: يمثل الطريق الضلع الموازي في الاتجاه المعاكس لطريق أحمد الزمر لنقل الحركة المرورية من داخل القاهرة الجديدة إلى محاور مدينة نصر مروراُ فوق الطريق الدائري أعلى نفق NB.

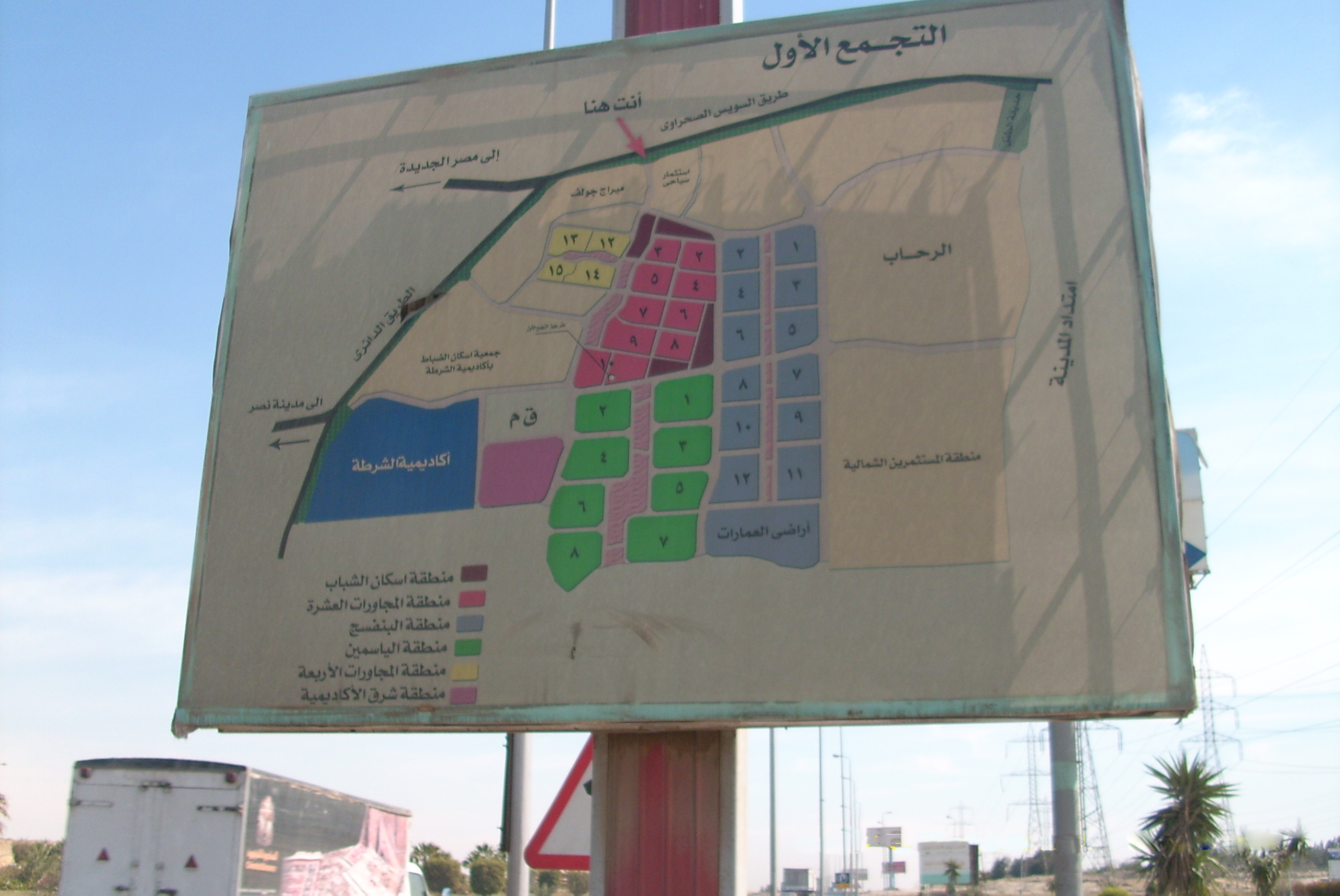
خريطة القاهرة الجديدة.

### محاور القاهرة الجديدة
- محور الحرية (التسعين الجنوبي)
- طريق اللواء جمال محمد علي: هو طريق مكون من اتجاهين بطول 3.2 كم وعرض 2 حارة مرورية لكل اتجاه من شارع الميثاق حتى الطريق الدائري ماراً بطريق الواحة، تقاطع امتداد شارع الميثاق مع الطريق الدائري.[26]
- محور جمال عبد الناصر
- محور مصطفى كامل
- محور نجيب محفوظ
- محور عباس العقاد

## الأنفاق
- نفق NA: ينقل تدفق الحركة المرورية عبر الطريق الدائري في الاتجاهيين أسفل محوري المشير طنطاوي والحرية.
- نفق NB: ينقل تدفق الحركة المرورية عبر الطريق الدائري في الاتجاهيين أسفل طريق الميثاق.
- نفق السلام: ينقل تدفق الحركة المرورية عبر الطريق الدائري في الاتجاهيين أسفل طريقي جسر السويس والإسماعيلية الصحراوي.

## مميزات الطريق
تبلغ السرعات المحددة للمركبات على الطريق 60 كم للنقل و 70 كم للنصف نقل و 80 كم للأتوبيسات و 90 كم للسيارات الملاكي، ويستخدمه سكان القاهرة الكبرى بسبب اتساعه النسبي وبعده عن زحام الطرق الداخلية. ويربط الطريق المحاور الرئيسية والمناطق العمرانية بالقاهرة الكبرى ربطاً دائرياً دون المرور داخل التكتلات السكنية والكتل العمرانية أو اختراقها أو التقاطع مع إحدى المحاور الموجودة سطحياً في حال مروره عليها لأنه محكم الدخول والخروج وليس به أي تقاطعات سطحية أو إشارات مرورية كما ساهم في إنشاء نهضة عمرانية من حوله وروج لسوق العقارات.

## عيوب الطريق

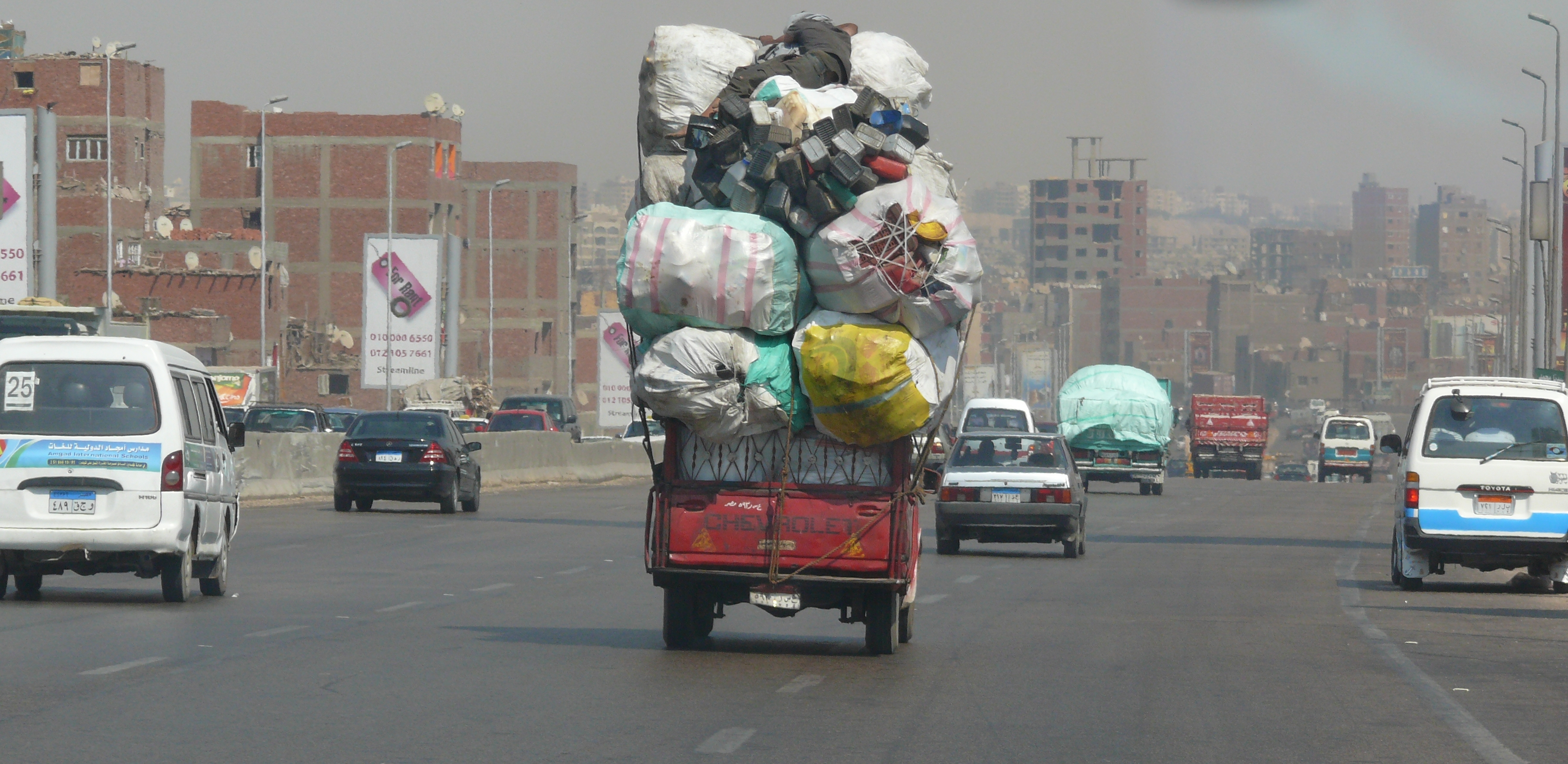
المخالفات المرورية تجعل من الطريق الدائري أحد أكثر طرق مصر خطورة.

على الرغم من أن الطريق الدائري حيوي وسريع إلا أن به العديد من العيوب ونقاط الضعف، حيث تم السماح بالتعدي على حرم الطريق ببناء العقارات على جانبيه والتي تكاد تلتصق به إذ قد تبلغ المسافة بين العقارات الملاصقة للطريق نحو 3 أمتار أو أقل، ولا يوجد بالطريق أماكن لوقوف السيارات العاطلة أو سيارات الأجرة أو المشاة إلا القليل، ولا يوجد إلا عدد محدود من كباري عبور المشاة للجهة المعاكسة للطريق مما يدعو البعض لعبور نهر الطريق على الأقدام فيتسبب ذلك في حوادث قاتلة بسبب تفاجؤ قائدي السيارات المنطلقة بسرعة تصل إلى 90 ك/س بالمرور الفجائي للمشاة، وفي أفضل الأحوال يتسبب العبور العشوائي للمشاة في إبطاء الحركة المرورية للسماح بمرور الأفراد وتفادي صدمهم، ولا يوجد أيضاً إلا عدد قليل من أنفاق وكباري الدوران للخلف والعودة للطريق المعاكس مما يحتم على السائقين في بعض المناطق النزول من أقرب مخرج والسير لمسافة طويلة للصعود من جديد للطريق والعودة للمسار الصحيح، فيما لم يراعى التخطيط السليم لاتساع النزلات التي تتسم بالضغط المروري العالي مما يتسبب في تكدسات مرورية قد تصل لساعات، ومن العيوب المخلة بأمان الطريق عدم فصل سيارات النقل والنقل الثقيل في حارات مرورية خاصة لمنع مشاركتها سيارات الركاب العادية نفس الحارات المرورية لتخفيض فرص التصادم والحوادث والوفيات البشرية ورفع مستوى السلامة.

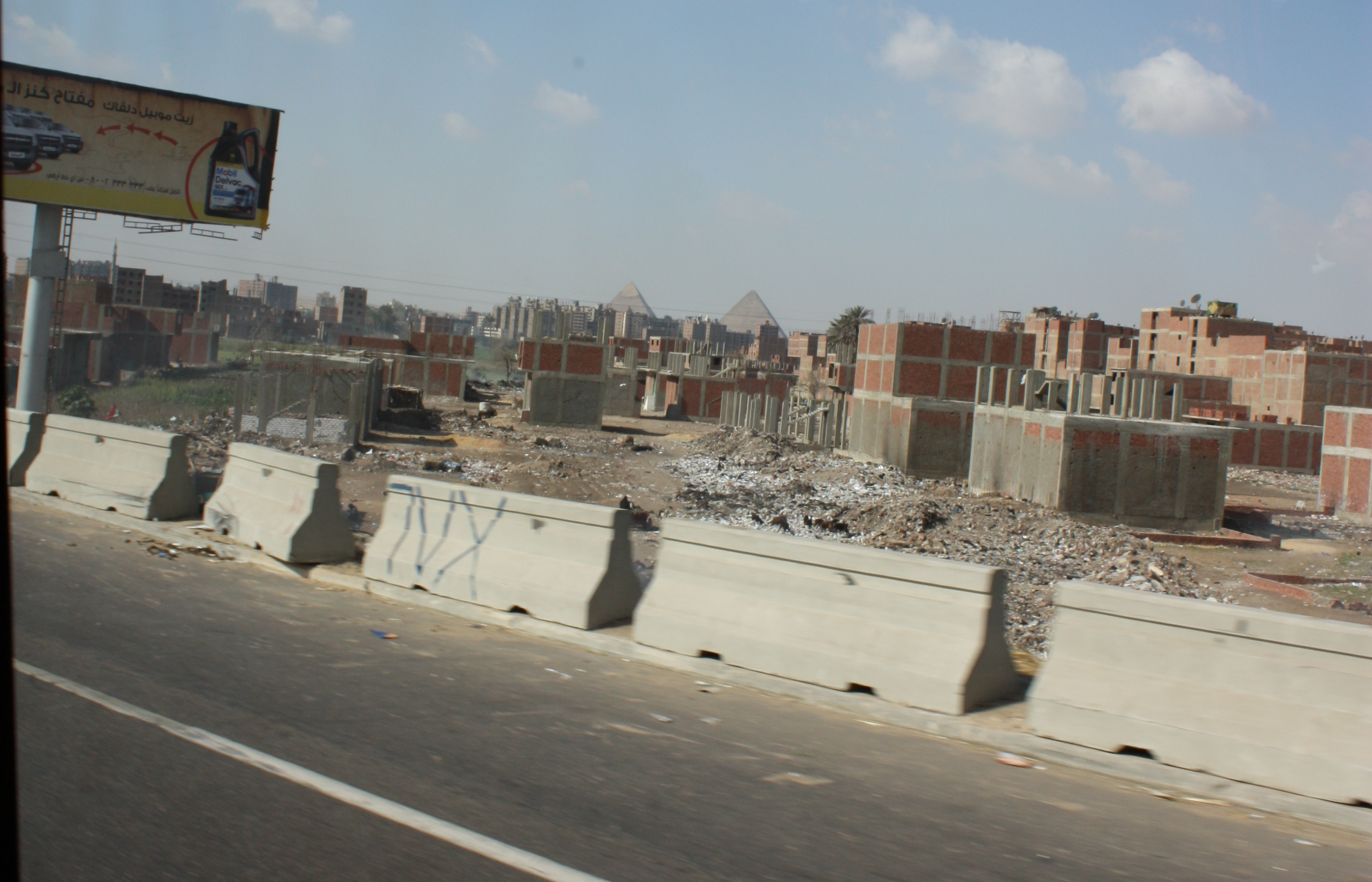
جزء من الطريق الدائري.

ينتشر على الطريق وجود هبوط وارتفاع مفاجئ في طبقات الرصف، وانعدام الرؤية ليلاً بسبب أعمدة الإنارة العاطلة، كما تغيب اللوحات واللافتات الإرشادية أو تتسم بضياع معالمها فيفتقد قائدي المركبات التوجيه بشكل سليم، وتتأخر عمليات الصيانة والإصلاح لمدد طويلة مما يتسبب في ضياع معالم علامات تحديد الحارات المرورية وتآكل طبقات الرصف واهتراء الفواصل المعدنية وتكون حفر عميقة تتلف الإطارات فتنخفض معها معدلات الأمان والسلامة وتتسبب في ضياع الوقت وإهدار الوقود، كما يحول تجمع الرمال على جانبي الطريق دون وقوف السيارات في الوقت المناسب. ومن مشاكل تصميم وإنشاء الطريق عدم انتظام القطاع العرضي للطريق حيث يتراوح ما بين حارتين إلى 4 حارات في بعض الأماكن مما يتسبب في اختناقات مرورية، كما يتسم بسوء منحنيات الدوران عند مهابط ومصاعد الطريق وكذلك مناطق الربط بالمحاور المرورية. وتتصدر عشوائية تخطيط الطريق، الكمائن المرورية التي تحتل عدداً كبيراً من الحارات مع ترك حارة واحدة أو حارتين للسير دون أن يتم وضع أقماع أو وسائل تحذير بشكل مثلث لتدريج ضيق الطريق، وهو ما يسبب اختناقات مرورية وحوادث يومية، كما يحتل سائقي الميكروباص مداخل ومطالع الطريق لتجميع الركاب مما يعوق حركة السيارات ويتسبب في حوادث بسبب التوقف المفاجئ للميكروباصات. ويشارك أيضاً الباعة الجائلين في تضييق المساحة العرضية للطريق عن طريق احتلال الحارات المرورية، كما يتسم السور المحيط بالطريق بقلة الارتفاع والضعف ويغلب على القطع الخرسانية الفاصلة لجهتي الطريق الخروج من مواقعها مما يؤدي إلى سقوط السيارات المتعرضة لحوادث من على ارتفاعات مميتة أو اتجاهها للجهة المعاكسة من الطريق والتعرض لتصادم قاتل.

### مشكلة الهبوط الأرضي
يتعرض الطريق لمشكلة الهبوط الأرضي في عدة مناطق متفرقة وعلى فترات متفاوتة وترجع أسبابه إلى:
- مشكلة هندسية في بناء الطريق من البداية بسبب عدم عمل الدراسات اللازمة قبل البدء في البناء.
- نوع التربة التي تم بناء الطريق أعلاها، إذ قد تكون تربة بها طفلة بصورة كبيرة أدت إلى انخفاض التربة بعد ذلك مما يؤدي إلى حدوث الهبوط أعلى الطريق.
- زيادة الأحمال بشكل يفوق قوة وتحمل سطح الطريق.
- ضعف العمدان الرافعة للطريق، مما يؤدى إلى هبوط السطح.
- وجود ظاهرة التكهف في التربة وهى حدوث انهيار لاحق للفجوات المليئة بالبخار نتيجة التأثير الديناميكي.
- نوعية الحجر الجيري في مصر ليست ذات جودة عالية مما يؤدي إلى هبوط أرضي أيضا يتخلله شروخ كبيرة.
- يؤدي ارتفاع درجات الحرارة إلى سرعة هلك الأسفلت.
- تعد الطفلة السبب الرئيسي في مشكلة الهبوط الأرضي ولذلك كان يجب تحديد أماكن الطفلة حتى يتجنب البناء عليها لأن الطفلة تهبط بصورة كبيرة بعد فترة حتى وإن كان تم البناء عليها بمواد خرسانية.[31]

## مخارج الطريق الدائري

### مفتاح ألوان الجدول
| مثال | مخرج عبر القوس الدائري | مثال | مخرج عبر طريق الخدمة | مثال | مفترق طرق | مثال | محور | مثال | مخرج عبر محور | مثال | الدوران للخلف عبر الطريق الرئيسي | مثال | الدوران للخلف عبر طريق الخدمة |

### من جنوب القاهرة إلى القوس الغربي
| رقم المخرج | اسم المخرج                          | النوع | الاتجاه   | ملاحظات |
| ---------- | ----------------------------------- | ----- | --------- | --- |
| بدون       | بدون                                | منزل  | يمين      | |
| 1 43       | طريق إسكندرية الصحراوي نادي الرماية | منزل  | يمين      | |
| بدون       | بدون                                | منزل  | يمين      | المتجه لميدان الرماية وشارع الهرم |
| بدون       | بدون                                | منزل  | يمين      | المتجه لشارع جمال الدين البنا (اللبيني) ومنه إلى: شارع فيصل (بدون نزول النفق الأول) أو إلى شارع الهرم (عن طريق نزول النفق الأول) أو استكمال شارع اللبيني (عن طريق النزول عبر النفق الأول والثاني) أو الالتفاف للخلف بعد النزول في اتجاه مرور حدائق الأهرام |
| 43، 4      | المريوطية                           | محور  | يمين علوي | ينتهي إلى قوس الطريق الدائري في اتجاه مناطق المنيب، المعادي، حلوان، المقطم، القاهرة الجديد، طريق العين السخنة، طريق السويس |

| رقم المخرج | اسم المخرج | النوع | الاتجاه | ملاحظات                 |
| ---------- | ---------- | ----- | ------- | ----------------------- |
| 1          | سقارة      | منزل  | يمين    | مخرج عبر محور المنصورية |

| رقم المخرج | اسم المخرج                                                                 | النوع | الاتجاه   | ملاحظات |
| ---------- | -------------------------------------------------------------------------- | ----- | --------- | --- |
| 2          | المنيب                                                                     | منزل  | يمين      | المتجه لطريق القاهرة/أسوان الزراعي |
| 3          | الجيزة                                                                     | منزل  | يمين      | المتجه لحديقة حيوان الجيزة والقرية الفرعونية |
| 5          | حلوان - كورنيش النيل (2)                                                   | منزل  | يمين      | المتجه لمناطق المعادي، حلوان ــ عبر كورنيش النيل ــ |
| بدون       | بدون                                                                       | منزل  | يمين      | المتجه لكورنيش النيل في اتجاه مناطق القصر العيني، مصر القديمة، التحرير، مدينة نصر (عبر كوبري علوي)، طريق اسكندرية الزراعي (عبر ميدان المؤسسة) |
| 6          | حلوان - 15 مايو (الأوتوستراد)                                              | منزل  | يمين      | المتجه لمناطق المعادي، حلوان ــ عبر طريق الأوتوستراد ــ |
| 7          | المقطم (الأوتوستراد)                                                       | منزل  | يمين      | المتجه لمناطق المقطم، كوبري التونسي، طريق النصر، مدينة نصر ــ عبر طريق الأوتوستراد ــ |
| بدون       | المعراج/زهراء المعادي/المقطم                                               | مستوي | يمين      | المتجه لمناطق مدينة المعراج، زهراء المعادي، والمقطم (عبر نفق كارفور) |
| بدون       | زهراء المعادي/كارفور                                                       | منزل  | يمين      | زهراء المعادي، والمقطم (عبر نفق كارفور للدوران للخلف والعودة إلى الطريق الدائري في الاتجاه المعاكس) |
| بدون       | مدينة تبارك/القطامية                                                       | مستوي | يمين      | |
| بدون       | طريق السخنة/القطامية                                                       | مستوي | يمين      | |
| بدون       | المقطم                                                                     | كوبري | يسار علوي | كوبري علوي للدوران ينقسم إلى اتجاهين عقب صعوده أقصى اليمين للدوران للخلف والعودة إلى الطريق الدائري في اتجاه المنيب، والأوتوستراد، وطريق إسكندرية الصحراوي يسار للمتجه إلى المقطم |
| بدون       | منطقة المعارض/جولف القطامية                                                | مستوي | يمين      | |
| بدون       | التجمع الخامس                                                              | مستوي | يمين      | |
| بدون       | جولف القطامية/القاهرة الجديدة                                              | مستوي | يمين      | |
| بدون       | كايرو فستيفال سيتي                                                         | مستوي | يمين      | |
| 15         | أكاديمية الشرطة                                                            | مستوي | يمين      | |
| بدون       | دوران للخلف                                                                | مستوي | يمين      | الدوران من أقصى يمين الطريق |
| بدون       | التجمع الأول/بورتو كايرو مول                                               | مستوي | يمين      | |
| 14         | طريق السويس                                                                | منزل  | يمين      | طريق السويس/حديقة الأسرة |
| 15         | المطار                                                                     | منزل  | يمين      | طريق السويس في اتجاه مناطق (ألماظة/مدينة نصر/مصر الجديدة) |
| بدون       | طريق الإسماعيلية الصحراوي                                                  | مستوي | يمين      | |
| بدون       | مدينة العبور/محور سعد الدين الشاذلي                                        | مستوي | يمين      | |
| بدون       | محور الفريق سعد الدين الشاذلي                                              | محور  | يمين      | في اتجاه طريق الإسماعيلية الصحراوي، مدينة العبور، مدينة العاشر من رمضان |
| بدون       | دوران للخلف                                                                | مستوي | يسار      | الدوران من أقصى يسار الطريق |
| 20         | طريق الإسماعيلية الصحراوي                                                  | منزل  | يمين      | طريق الإسماعيلية الصحراوي في اتجاه مناطق مدينة العبور، العاشر من رمضان، مدينة الشروق |
| 17         | مدينة السلام                                                               | منزل  | يمين      | في اتجاه مناطق مدينة السلام، مدينة النهضة |
| 18         | مؤسسة الزكاة                                                               | منزل  | يمين      | |
| 19         | المرج الجديدة                                                              | منزل  | يمين      | |
| 20         | مدينة الخصوص                                                               | منزل  | يمين      | |
| 21         | مسطرد                                                                      | منزل  | يمين      | في اتجاه مناطق طريق الإسماعيلية الزراعي، مسطرد، شبرا الخيمة ثان، أبو زعبل، بلبيس، الأميرية، السواح |
| 22         | بهتيم                                                                      | منزل  | يمين      | في اتجاه مناطق بهتيم، بلقس، شبرا الخيمة ثان |
| بدون       | بدون                                                                       | منزل  | يمين      | |
| بدون       | ميت نما، ميت حلفا                                                          | منزل  | يمين      | |
| 23         | طريق إسكندرية الزراعي                                                      | منزل  | يمين      | |
| 24         | شبرا الخيمة                                                                | منزل  | يمين      | |
| 25 12      | القناطر باسوس                                                              | منزل  | يمين      | |
| 26         | الوراق                                                                     | منزل  | يمين      | في اتجاه مناطق الوراق، القناطر الخيرية، الخطاطبة |
| بدون       | محور المشير أحمد إسماعيل محور روض الفرج محور الضبعة طريق إسكندرية الصحراوي | محور  | يمين علوي | مخرج (القرية الذكية/أبو رواش الصناعية) قبل بوابات طريق الضبعة للمتجه لمناطق القرية الذكية وأبو رواش الصناعية مخرج (الإسكندرية/مدينة السادات) بعد بوابات طريق الضبعة إلى طريق القاهرة/الإسكندرية الصحراوي في الكيلو 39 في اتجاه مدينة السادات والإسكندرية مخرج (مدينة الشيخ زايد/القاهرة) بعد بوابات طريق الضبعة إلى طريق القاهرة/الإسكندرية الصحراوي في الكيلو 39 في اتجاه القاهرة ومدينة الشيخ زايد ومدينة 6 أكتوبر |
| 10         | القومية العربية                                                            | منزل  | يمين      | في اتجاه مناطق القومية العربية، إمبابة، روض الفرج |
| 34         | محور أحمد عرابي                                                            | محور  | يمين      | في اتجاه مناطق المهندسين، ميدان لبنان، ميدان سفينكس، شارع جامعة الدول العربية، شارع أحمد عرابي، شارع وادي النيل |
| 8 28       | محور 26 يوليو 6 أكتوبر                                                     | محور  | يمين      | في اتجاه مناطق الشيخ زايد، 6 أكتوبر، طريق القاهرة/الإسكندرية الصحراوي، أبو رواش، القرية الذكية |
| 6          | المعتمدية 1                                                                | منزل  | يمين      | |
| 30         | كرداسة                                                                     | محور  | يمين علوي | في اتجاه محور صفط اللبن المتجه لمناطق كرداسة، جامعة القاهرة، فيصل |
| بدون       | صفط اللبن، كفر طهرمس                                                       | منزل  | يمين      | في اتجاه مناطق صفط اللبن، كفر طهرمس |
| 4 41       | المريوطية محور المريوطية                                                   | محور  | يمين علوي | في اتجاه مناطق المنيب، المعادي، القاهرة الجديدة |
| بدون       | بدون                                                                       | منزل  | يمين      | مخرج أسفل محور المريوطية في تجاه شارعي فيصل والهرم عن طريق المرور بشارع اللبيني |
| 1          | طريق إسكندرية الصحراوي                                                     | منزل  | يمين      | عن طريق إلتزام أقصى يمين الطريق |
| بدون       | ميدان الرماية                                                              | منزل  | يسار      | عن طريق إلتزام أقصى يسار الطريق في اتجاه مناطق ميدان الرماية، حدائق الأهرام، طريق الفيوم، الهرم |
| 1 42       | طريق إسكندرية الصحراوي                                                     | محور  | يسار      | (محور صحاري الأهرام) في اتجاه مناطق طريق أسكندرية الصحراوي، القرية الذكية، أبو رواش |

### من شمال القاهرة إلى القوس الغربي
القادم من طريق الواحات ومناطق 6 أكتوبر والهرم متجهاً إلى طريق الإسكندرية الزراعي ثم مدينة السلام، والقاهرة الجديدة ومنها إلى مناطق المعادي، المنيب، المريوطية، المنصورية
| رقم المخرج | اسم المخرج                               | النوع     | الاتجاه   | ملاحظات |
| ---------- | ---------------------------------------- | --------- | --------- | --- |
| بدون       | بدون                                     | منزل      | يمين      | |
| 1 43       | طريق إسكندرية الصحراوي نادي الرماية      | منزل      | يمين      | |
| بدون       | بدون                                     | منزل      | يمين      | المتجه لميدان الرماية وشارع الهرم |
| بدون       | بدون                                     | منزل      | يمين      | المتجه لشارع جمال الدين البنا (اللبيني) ومنه إلى: شارع فيصل (بدون نزول النفق الأول) أو إلى شارع الهرم (عن طريق نزول النفق الأول) أو استكمال شارع اللبيني (عن طريق النزول عبر النفق الأول والثاني) ومنه إلى محور المنصورية                                                                                                |
| 43، 4      | المريوطية                                | محور      | يمين علوي | ينتهي إلى قوس الطريق الدائري في اتجاه مناطق المنيب، المعادي، حلوان، المقطم، القاهرة الجديد، طريق العين السخنة، طريق السويس |
| 5          | محور صفط اللبن                           | محور      | يمين      | عقب دخول المخرج ينقسم إلى اتجاهين اليمين العلوي إلى محور صفط اللبن للمتجه لمناطق فيصل، جامعة القاهرة، الدقي يسار سفلي |
| 7          | المعتمدية 2                              | منزل      | يمين      | |
| 8          | محور 26 يوليو                            | محور      | يمين      | |
| بدون       | محور أحمد عرابي                          | محور      | يمين      | في اتجاه مناطق مطار إمبابة، المهندسين، شارع أحمد عرابي، شارع وادي النيل، شارع جامعة الدول العربية، ميدان سفنكس، ميدان لبنان |
| 5          | القومية العربية                          | منزل      | يمين      | في اتجاه مناطق إمبابة، روض الفرج |
| 6          | الوراق                                   | منزل      | يمين      | في اتجاه مناطق الوراق، طناش، إمبابة |
| 12         | باسوس                                    | منزل      | يمين      | في اتجاه مناطق باسوس، القناطر الخيرية |
| 29 8       | طريق اسكندرية الصحراوي شبرا الخيمة       | منزل      | يمين      | في اتجاه مناطق شبرا الخيمة أول، طريق اسكندرية الزراعي |
| 9          | ميت نما                                  | منزل      | يمين      | |
| بدون       | شارع أحمد عرابي/طريق بنها - شبرا         | منزل      | يمين      | في اتجاه مناطق شارع أحمد عرابي بشبرا الخيمة وطريق بنها - شبرا |
| بدون       | طريق بنها - شبرا/الطريق الدائري الإقليمي | منزل      | يمين      | في اتجاه طريق بنها - شبرا |
| 10         | بهتيم                                    | منزل      | يمين      | في اتجاه مناطق بهتيم، شبرا الخيمة ثان |
| 11         | مسطرد                                    | منزل      | يمين      | في اتجاه مناطق مسطرد، شبرا الخيمة ثان، طريق الإسماعيلية الزراعي، الأميرية، السواح |
| 12         | الخصوص                                   | منزل      | يمين      | |
| 13، 19     | المرج الجديدة                            | منزل      | يمين      | في اتجاه مناطق المرج، عين شمس، المطرية |
| 14         | مؤسسة الزكاة                             | منزل      | يمين      | |
| ـ          | مدينة السلام                             | منزل      | يمين      | |
| 22         | جوزيف تيتو                               | ـ         | يمين      | |
| بدون       | دوران للخلف                              | مستوي     | يسار      | الدوران للخلف عن طريق إلتزام أقصى يسار الطريق |
| 23         | الفريق سعد الدين الشاذلي                 | محور      | يمين      | في اتجاه مناطق العبور، بلبيس، العاشر من رمضان، طريق الإسماعيلية الصحراوي |
| بدون       | دوران للخلف                              | مستوي     | يسار      | الدوران للخلف عن طريق إلتزام أقصى يسار الطريق |
| 17         | مطار القاهرة الدولي                      | منزل      | يمين      | |
| 18         | مدينة نصر                                | منزل      | يمين      | في اتجاه مناطق مصر الجديدة، هليوبوليس |
| 19         | طريق السويس الصحراوي                     | منزل      | يمين      | |
| 20 16      | الحي العاشر التجمع الأول                 | ـ         | يمين      | في اتجاه مناطق القاهرة الجديد، زهراء مدينة نصر، التجمع الأول، الحي العاشر، أكاديمية الشرطة |
| 21         | المقطم                                   | ـ         | يمين      | |
| 22         | القاهرة الجديدة                          | ـ         | يمين      | |
| 31         | طريق شركة اسكودا للسيارات                | مستوي     | يمين      | |
| 23         | القطامية                                 | ـ         | يمين      | في اتجاه مناطق القطامية، طريق العين السخنة |
| 33         | نادي الصيد                               | مستوي     | يمين      | |
| 34         | مسجد عباد الرحمن                         | مستوي     | يمين      | |
| 36         | المقطم، الهضبة الوسطى                    | ـ         | يمين      | |
| بدون       | زهراء المعادي                            | منزل      | يمين      | النزول عبر النفق في اتجاه سيتي سنتر مول، كارفور، زهراء المعادي، المعراج مع إمكانية الدوران للخلف |
| بدون       | المعادي/الأوتوستراد                      | مستوي     | يمين      | عقب دخول المخرج ينقسم إلى ثلاث اتجاهات أقصى اليمين المتجه إلى مخرج 37 (المعادي/المقطم) طريق الأوتوستراد في اتجاه المعادي/حلوان عبر كوبري علوي الوسط المتجه إلى طريق الأوتوستراد في اتجاه كوبري التونسي، ومدينة نصر أقصى اليسار للدوران إلى الخلف والاتجاه إلى قوس الطريق الدائري في اتجاه زهراء المعادي، القاهرة الجديدة |
| 26 4       | أثر النبي حلوان - كورنيش النيل (1)       | منزل      | يمين      | المتجه عقب النزول إلى طريق كورنيش النيل في الاتجاهين (التحرير يميناً، المعادي/حلوان يساراً) |
| 27         | البحر الأعظم                             | منزل      | يمين      | المتجه إلى شارع البحر الأعظم والقرية الفرعونية |
| 28         | الطالبية                                 | منزل      | يمين      | الدوران للخلف عبر نفق |
| بدون       | بدون                                     | مفترق طرق | بدون      | (نهاية القوس الغربي) أقصى اليمين مخرج 29 إلى منطقة المريوطية الوسط إلى محور المنصورية المتجه إلى مناطق الهرم، فيصل، المنصورية، طريق سقارة يسار علوي إلى محور المريوطية المتجه إلى ميدان الرماية، طريق مصر/إسكندرية الصحراوي، 6 أكتوبر                                                                                    |
| بدون       | محور المنصورية                           | محور      | يمين سفلي | المتجه لمناطق اللبيني، الهرم، فيصل، المنصورية، سقارة، دهشور |
| 29         | المريوطية                                | منزل      | يمين      | النزول عن طريق التزام أقصى يمين الطريق |
| 30         | طريق سقارة                               | منزل      | يمين      | عقب دخول المخرج ينقسم إلى اتجاهين يميناً إلى طريق سقارة، البدرشين يساراً إلى مناطق اللبيني، الهرم، فيصل |
| 31         | المنصورية                                | منزل      | يمين      | المتجه يميناً إلى طريق ترعة المنصورية الذي ينتهي بالتقاطع مع شارع الهرم، وعبره إلى طريق مصر/اسكندرية الصحراوي يميناً وإلى ميدان الرماية يساراً |
| بدون       | محور المريوطية                           | محور      | يسار علوي | ينتهي إلى (مفترق طرق) يمين سفلي إلى قوس الطريق الدائري المتجه لمناطق صفط اللبن، محور 26 يوليو، محور أحمد عرابي، الوراق، شبرا الخيمة، طريق الإسكندرية الزراعي ويسار علوي إلى قوس الطريق الدائري المتجه لمناطق ميدان الرماية، طريق الإسكندرية الصحراوي، طريق الفيوم، طريق الواحات، 6 أكتوبر                                |
| بدون       | بدون                                     | مفترق طرق | بدون      | (نهاية المحور) يميناً مخرج إلى قوس الطريق الدائري المتجه لمناطق صفط اللبن، محور 26 يوليو، محور أحمد عرابي، الوراق، شبرا الخيمة، طريق الإسكندرية الزراعي يساراً مخرج إلى قوس الطريق الدائري المتجه لمناطق ميدان الرماية، طريق الإسكندرية الصحراوي، طريق الفيوم، طريق الواحات، 6 أكتوبر                                      |
| بدون       | بدون                                     | منزل      | يمين سفلي | مخرج إلى قوس الطريق الدائري المتجه لمناطق صفط اللبن، محور 26 يوليو، محور أحمد عرابي، الوراق، شبرا الخيمة، طريق الإسكندرية الزراعي |
| بدون       | بدون                                     | مطلع      | يسار علوي | مخرج إلى قوس الطريق الدائري المتجه لمناطق ميدان الرماية، طريق الإسكندرية الصحراوي، طريق الفيوم، طريق الواحات، 6 أكتوبر |